# Успенская улица (Чернигов)
Успенская улица (укр. Успенська вулиця) — улица в Новозаводском районе города Чернигова, исторически сложившаяся местность (район) Лесковица. Пролегает от улицы Толстого до переулка Гаевой.
Примыкают улицы Лесковицкая, Гаевая.

## История
Успенская улица была проложена в начале 19 века. В 1927 году Успенская улица переименована на Южная улица. В октябре 1980 года Южная улица переименована на улица Антонова-Овсеенко — в честь российского революционера, советского партийно-государственного и военного деятеля Владимира Александровича Антонова-Овсеенко.
24 декабря 2015 года улице было возвращено историческое название — в честь Успенского собора, к которому ведёт улица, согласно Распоряжению городского главы В. А. Атрошенко Черниговского городского совета № 308-р «Про переименование улиц города» («Про перейменування вулиць міста»).
30 июня 2022 года был ликвидирован детсад № 61 (дом № 15), согласно Решению Черниговского городского совета № 18/VIII-5 ("Про ліквідацію Чернігівського дошкільного навчального закладу № 61 Чернігівської міської ради Чернігівської області").

## Застройка
Улица пролегает в южном направлении — к озеру Млиновище. Улица расположена в пойме реки Десна. Парная и непарная стороны улицы заняты усадебной застройкой.
Учреждения:
1. дом № 15 — бывший детсад № 61

Памятники истории местного значения:
1. дом № 34 — Дом, где жил художник Андрей Ефимович Петусь (1944—1958) (дом 1880-х годов)
2. дом № 52 — Дом, где жил и творил прозаик и поэт Николай Андреевич Вербицкий (дом середины 19 века, реконструкция 1993)

Дом № 29
Дом № 34 (в котором жил Андрей Ефимович Петусь)
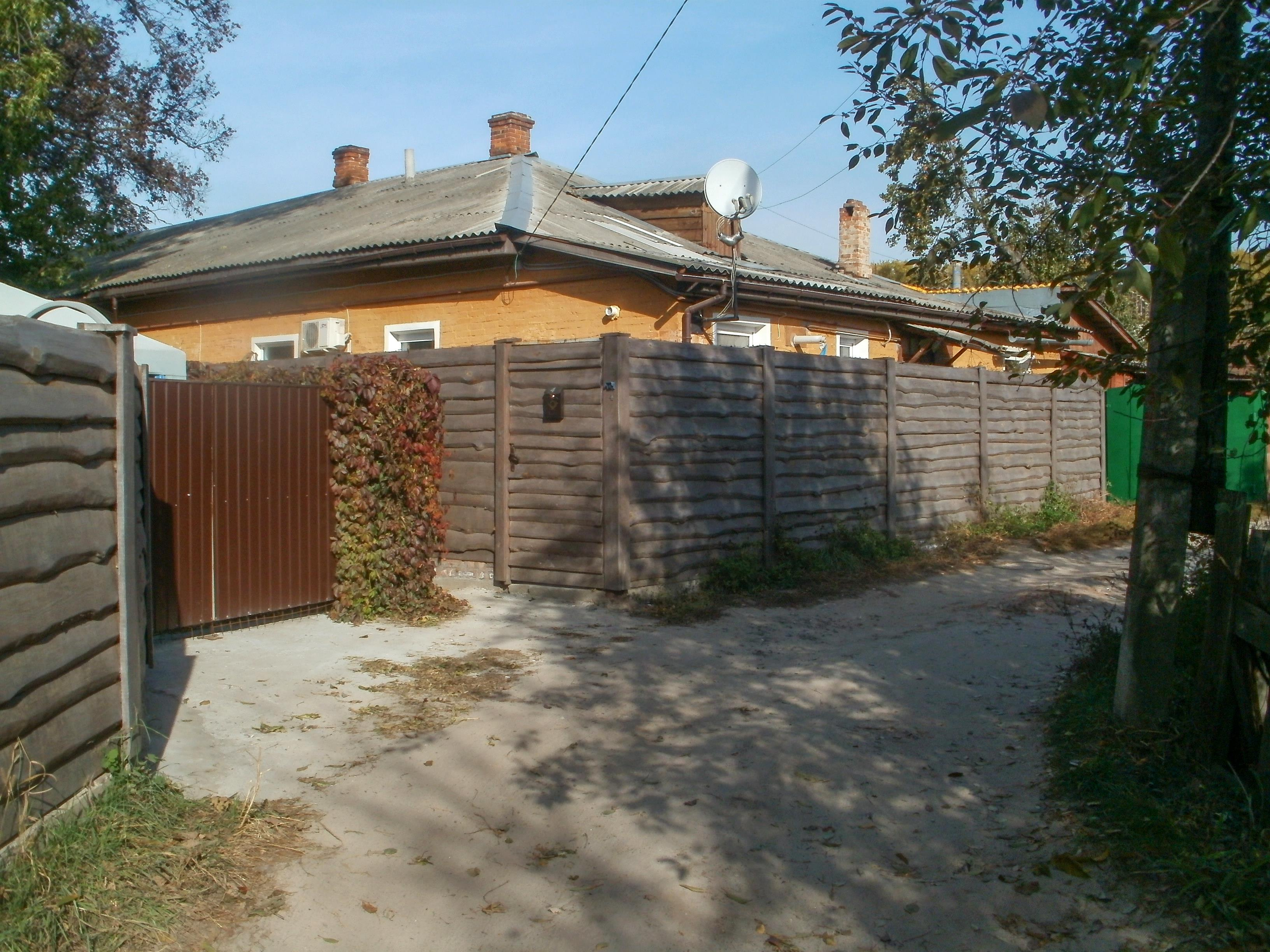
Дом № 52 (в котором жил Николай Андреевич Вербицкий)

Есть ряд рядовых исторических зданий, что не являются памятниками архитектуры или истории: 13 усадебных домов.
Мемориальные доски:
1. дом № 52 — прозаику и поэту Николаю Андреевичу Вербицкому — барельеф — на доме, где жил